# بافل أداموفيتش
بافل أداموفيتش (بالبولندية: Paweł Bogdan Adamowicz )‏ (و. 1965 – 2019 م) هو سياسي ومحامي بولندي، ولد في غدانسك بمحافظة بوميرانيا، كان عمدة لغدانسك منذ 1998، وعضوًا في حركة تضامن (اتحاد نقابة العمال البولندي)، توفي عن عمر يناهز 54 عاماً.

## اغتياله
يوم الأحد 13 يناير 2019، طُعن أداموفيتش على مستوى القلب على مسرح الحفل الخيري، الذي أقيم بمناسبة رأس السنة الميلادية بغدانسك، وحُمل بعد ذلك إلى المستشفى في حالة جد حرجة ليمضي بعدها أزيد من خمس ساعات في قسم الجراحة بسبب جروح في قلبه وأعضائه الحيوية، ليعلن عن وفاته في اليوم الموالي.
أكد الناطق باسم شرطة غدانسك أن مكتب المدعي العام ألقى القبض على شخص يبلغ من العمر 27 عاماً من قاطني المدينة اِسمه ستيفان. كما أكد أن الجاني له عدة سوابق جنائية منها سرقة بنك بالإضافة لمهاجمة الشرطة. بعد قيام الجاني بطعن العمدة أمسك مُكبر الصوت مدعيا أنه تعرض للظلم والتعذيب أثناء سجنه.

## مناصب
تولى منصب عمدة، غدانسك (26 أكتوبر 1998–14 يناير 2019).

## جوائز
حصل على جوائز منها:
- وسام جوقة الشرف من رتبة فارس (2012)[23]
- نيشان بولونيا ريستيتوتا من رتبة فارس
- نيشان الذاكرة [الإنجليزية]‏
- نيشان الكنيسة والبابا [الإنجليزية]‏
- نيشان صليب تيرا ماريانا
- وسام الاستحقاق المدني
- صليب الحرية والتضامن [الإنجليزية]‏
- الصليب الفضي للاستحقاق.